# Dysonia pirani
Dysonia pirani är en insektsart som beskrevs av Costa Lima och Guitton 1961. Dysonia pirani ingår i släktet Dysonia och familjen vårtbitare. Inga underarter finns listade i Catalogue of Life.